# Catherine Shava
Catherine Shava, née le 30 juin 1965 à Kakamega, est une joueuse kényane de basket-ball. 

## Biographie
Elle fait partie de l'équipe du Kenya de basket-ball féminin, avec laquelle elle participe au Championnat du monde 1994.